# Jaime Semprun
Jaime Semprún (París, 26 de julio de 1947 - Ídem, 3 de agosto de 2010) fue un escritor, ensayista, traductor y editor francés de origen español. Era hijo de la actriz Loleh Bellon y del escritor Jorge Semprún. Fundó y dirigió la editorial Éditions de l'Encyclopédie des Nuisances desde 1991.

## Biografía
En los años 70 y 80 mantuvo amistad con Guy Debord, fundador de la Internacional Situacionista, al que conoció por medio del ex-situacionista Eduardo Rothe. En 1974, participó en la redacción del libro de su tío Carlos Semprún Maura, Revolución y contrarrevolución en Cataluña (1936-1937). En 1975, Semprún escribió un libro sobre la Revolución de los Claveles (La Révolution sociale au Portugal) y en 1976 uno contra los intelectuales franceses y el concepto de recuperación, ilustrado con varios ejemplos (Précis de récupération). Ambos libros fueron publicados por la editorial Champ libre.
Sobre la situación en España, Jaime Semprún escribe en 1976 junto a Miguel Amorós los textos del Manuscrito encontrado en Vitoria bajo el nombre de Los Incontrolados, participando de esta forma en el movimiento obrero autónomo que contesta radicalmente el proceso de la Transición democrática. El hecho de tomar como nombre «Los Incontrolados» reivindica el sambenito infamante que la coalición formada por la burguesía republicana y la burocracia político-sindical de 1936 colgó a los revolucionarios que no obedecieron a nadie más que a sí mismos mientras combatían a sus enemigos externos (el fascismo y la burguesía reaccionaria) e internos (estalinistas y burguesía republicana).
Con su obra La Nuclearización del mundo publicada en 1980, Jaime Semprún criticó los daños causados por la energía nuclear.
A partir de 1984, Jaime Semprún fue el principal animador del grupo y revista postsituacionista Encyclopédie des Nuisances (en español, Enciclopedia de las Nocividades) que se convirtió en editorial en 1991.
En sus ensayos, Jaime Semprún desarrolla una crítica radical del Estado y de la sociedad industrial. Tradujo al francés y publicó los cuatro tomos de Ensayos, artículos y cartas de George Orwell. L'Encyclopédie des Nuisances también ha publicado obras de Günther Anders, Walter Benjamin, René Riesel, Miguel Amorós, Theodore Kaczynski, Baudouin de Bodinat y Lewis Mumford.
En 1997, publica El Abismo se repuebla (L'Abîme se repeuple) donde examina las consecuencias de los progresos de la eficacia económica, y en particular lo que implica para las nuevas generaciones la adaptación a las nuevas condiciones donde los hombres no son otra cosa que los parásitos de las máquinas que aseguran el funcionamiento de la organización social. Semprun escribe : « Por ello, cuando el ciudadano-ecologista pretende plantear la cuestión más molesta preguntando : "¿Qué mundo vamos a dejar a nuestros hijos?", evita plantear esta otra pregunta, realmente inquietante : "¿A qué hijos vamos a dejar el mundo?" »

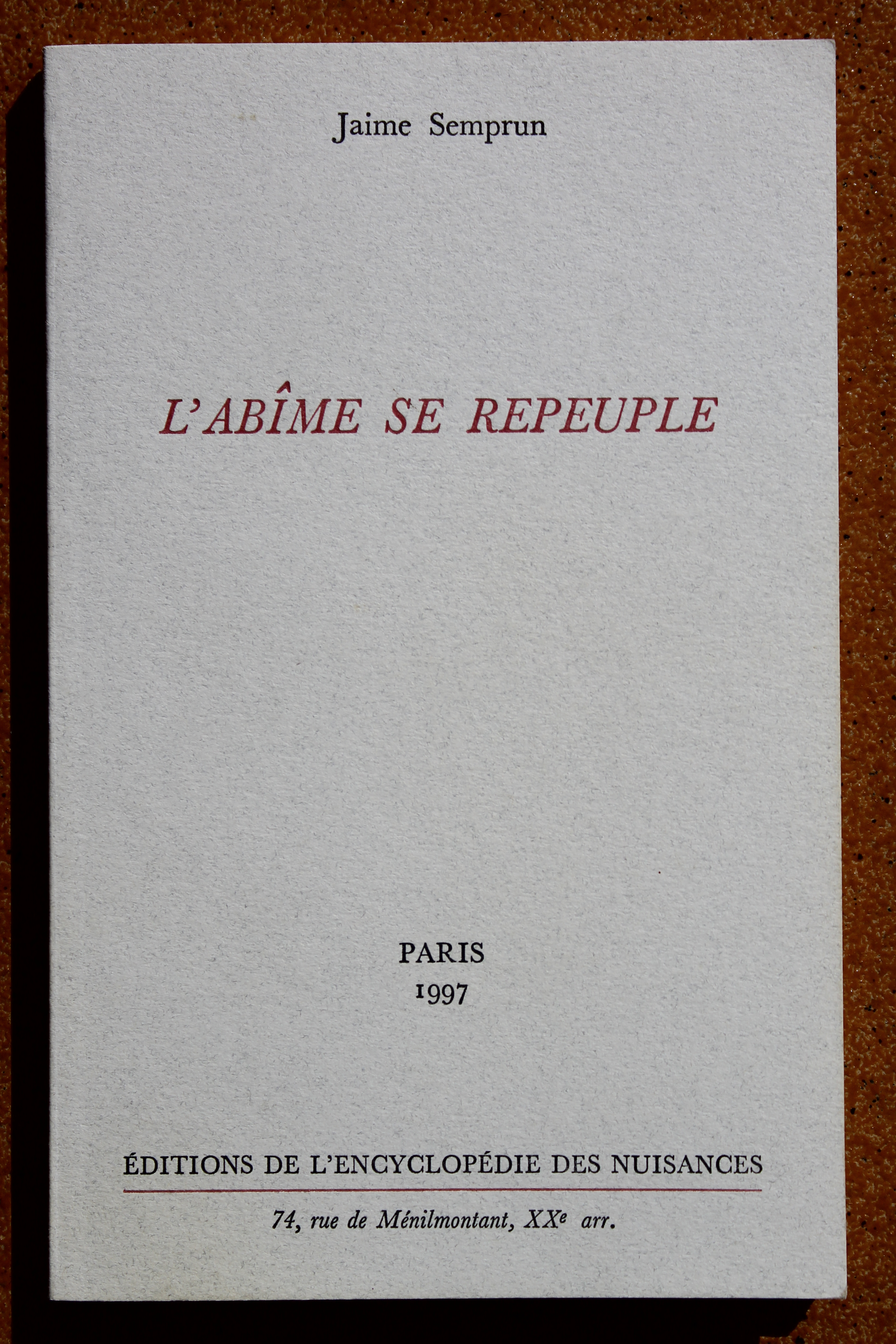
Portada en francés del libro El abismo se repuebla.

En su libro Defensa e ilustración de la neolengua (Défense et illustration de la novlangue française) publicado en 2005, Jaime Semprun analiza el deterioro de la lengua francesa en la época de la omnipresencia de la técnica y de la informática.
En 2008, cuarenta años después de Mayo 68, y veinte después de los Comentarios sobre la sociedad del espectáculo de Guy Debord, Jaime Semprun publica Catastrofismo : administración del desastre y sumisión sostenible en colaboración con René Riesel, libro en el que continúa su crítica de la sociedad industrial contemporánea, y de los pseudocontestatarios como los diversos izquierdismos, los ciudadanistas, los defensores del decrecimiento, o el ecologismo de Estado. En anexo, se encuentra la crítica del libro de Anselm Jappe, Las Aventuras de la mercancía.
Jaime Semprún falleció a los 63 años víctima de una hemorragia cerebral el 3 de agosto de 2010.
En enero de 2011, la Encyclopédie des Nuisances publica un texto póstumo de Semprun titulado Andromaque, je pense à vous !. Este texto inédito, escrito en el año 2000 para el primer aniversario de la muerte de su madre Loleh Bellon (1925-1999) es una deriva sentimental por París. El libro también presenta dos fragmentos de ensayos sobre el pintor Pascal Vinardel y la abolición del arte en la sociedad de masas.

## Cita
Las cosas que la gente no tiene ganas de escuchar, que no quiere ver aun cuando estén bien a la vista son entre otras las siguientes : primero, que todos los perfeccionamientos técnicos que han simplificado la vida hasta eliminar de ella casi todo lo realmente vivo fomentan algo que ya no es una civilización; segundo, que la barbarie surge, como algo natural, de esta vida simplificada, mecanizada y sin espíritu; y tercero, que, de todos los resultados terribles de esta experiencia de deshumanización a la que la gente se ha prestado de buen grado, el más aterrador de todos es el de su prole, ya que este es el que, en resumidas cuentas, ratifica todos los demás. Por ello, cuando el ciudadano-ecologista se atreve a plantear la cuestión que cree más molesta preguntando : "¿Qué mundo vamos a dejar a nuestros hijos?", en realidad está evitando plantear otra realmente inquietante : "¿A qué hijos vamos a dejar el mundo?" 

Jaime Semprun, El abismo se repuebla (página 43)

## Obras publicadas
En español:
- Los Incontrolados, Manuscrito encontrado en Vitoria, 1977, reeditado en 2014 por Pepitas de calabaza con un prefacio de Miguel Amorós.
- Encyclopédie des Nuisances, La sinrazón en las ciencias, los oficios y las artes, Virus editorial (Muturreko burutazioak), 2000. ISBN 978-84-88455-85-7
- Apología por la insurrección argelina, traducido por Javier Rodríguez Hidalgo, Virus editorial (Muturreko burutazioak), 2002. ISBN 978-84-96044-05-0
- Diálogos sobre la culminación de los tiempos modernos, Virus editorial (Muturreko burutazioak), 2006. ISBN 978-84-96044-81-4
- La nuclearización del mundo, traducido por Miguel Amorós, Pepitas de Calabaza, Logroño, 2007. ISBN 978-84-935704-5-3
- Catastrofismo, administración del desastre y sumisión sostenible, en colaboración con René Riesel, Pepitas de calabaza, Logroño, 2011. ISBN 978-84-938349-1-3
- Defensa e ilustración de la neolengua, traducido por Emilio Ayón Rull, Ediciones El Salmón, Alicante, 2012. ISBN 978-84-941092-0-1
- El abismo se repuebla, ed. Renaud Miailhe, Madrid, 2002. ISBN 978-84-607-4279-1 Reeditado por Pepitas de calabaza en 2016 con un prefacio de Miguel Amorós.

En francés:
- La Guerre sociale au Portugal, Champ Libre, Paris, 1975.
- Précis de récupération, illustré de nombreux exemples tirés de l'histoire récente, Champ Libre, 1976.
- La Nucléarisation du monde, Éditions de l'Assommoir, 1980; Éditions Gérard Lebovici/Champ Libre, 1986 reeditado tras la catástrofe de Chernóbil, Éditions Ivrea, 2008. ISBN 2-85184-172-6
- Dialogues sur l'achèvement des temps modernes, Éditions de l'Encyclopédie des Nuisances, Paris, 1993, 143 p. ISBN 2-910386-00-7
- L'Abîme se repeuple, Éditions de l'Encyclopédie des Nuisances, Paris, 1997, 85 p. ISBN 2-910386-06-6
- Encyclopédie des Nuisances, Remarques sur l'agriculture génétiquement modifiée et la dégradation des espèces, Éditions de l'Encyclopédie des Nuisances, Paris, 1999. ISBN 2-910386-09-0. (Notas sobre la agricultura genéticamente modificada y la degradación de las especies)
- Apologie pour l'insurrection algérienne, Éditions de l'Encyclopédie des Nuisances, 2001. ISBN 2-910386-17-1
- Défense et illustration de la novlangue française, Éditions de l'Encyclopédie des Nuisances, 2005. ISBN 2-910386-22-8
- Catastrophisme, administration du désastre et soumission durable, Éditions de l'Encyclopédie des Nuisances, 2008, 136 p. (con René Riesel). ISBN 978-2-910386-28-3
- Discours préliminaire de l'Encyclopédie des nuisances (novembre 1984), Éditions de l'Encyclopédie des Nuisances, 2009. ISBN 2-910386-30-6
- Andromaque, je pense à vous !, Éditions de l'Encyclopédie des Nuisances, Paris, 2011. ISBN 978-2-910386-38-2

Correspondencia:
- Éditions Champ Libre, Correspondance, vol. 1, éditions Champ Libre, París, 1978. Algunas cartas de Jaime Semprún.
- Guy Debord, Correspondance, volúmenes 5 y 6, Fayard, Paris, 2005 y 2007. Las cartas de Guy Debord a Jaime Semprún están reunidas en esos dos volúmenes.